# Acanthonevra nigrifacies
Acanthonevra nigrifacies
 es una especie de insecto del género Acanthonevra de la familia Tephritidae del orden Diptera. 

## Historia
Meijere la describió científicamente por primera vez en el año 1914.